# Calythea cheni
Calythea cheni är en tvåvingeart som beskrevs av Fan 1965. Calythea cheni ingår i släktet Calythea och familjen blomsterflugor. Inga underarter finns listade i Catalogue of Life.